# زلنوگرادسک
شهر زلنوگرادسک (به روسی: Зеленоградск) در کشور روسیه و در اوبلاست کالینینگراد واقع شده‌است.